# Ekke Hämäläinen
Ekke Hämäläinen (14 de febrero de 1922 – 21 de enero de 1981) fue un actor teatral, cinematográfico y televisivo finlandés. 

## Biografía
Su nombre completo era Martti Einar Eugen Hämäläinen, y nació en Mikkeli, Finlandia, siendo su padre Juho Hämäläinen, y su hermana mayor la actriz Aune Häme. Hämäläinen estudió en la Academia de Teatro de la Universidad de las Artes de Helsinki entre 1944 y 1946, tras lo cual actuó en Pori en el Porin Teatteri y en Helsinki en el Helsingin Kansanteatteri. En 1948 pasó al Teatro Nacional de Finlandia, donde desarrolló una significativa hasta el momento de su jubilación en 1974. Hämäläinen fue un actor bien adaptado a la actuación del método, haciendo destacadas actuaciones teatrales en piezas como Seitsemän veljestä, Kesä Nohantissa y Sarvikuonossa.
En su faceta cinematográfica, Hämäläinen actuó en casi 40 películas entre los años 1945 y 1976. Su primer papel fue el de Paul en Suomisen Olli yllättää (1945). Tras algunas producciones como actor de reparto, hizo su primer papel protagonista en la comedia romántica Toukokuun taika (1948), con unas críticas en general positivas. En 1949 Hämäläinen fue el ambicioso juez Kovalinna en la comedia Sinut minä tahdon, y el artista Bertil Carénius en el drama de época Jossain on railo. Sin embargo, el más destacado de sus papeles cinematográficos fue el protagonista de Kuningas kulkureitten (1953), cinta que intentaba continuar el éxito de la película de 1941 Kulkurin valssi. Hämäläinen interpretó también a personajes criminales, como fue el caso de su papel como Doctor Muura en Kuollut mies kummittelee (1952). A partir de 1954 Hämäläinen trabajó como actor de reparto, participando en películas de directores como Edvin Laine (Tuntematon sotilas y Täällä Pohjantähden alla), y Ville Salminen. Su último papel para la gran pantalla llegó en la cinta Luottamus (1976).
Como premio a su carrera artística, Hämäläinen recibió en 1969 la Medalla Pro Finlandia. 
Hämäläinen estuvo casado 22 años con la actriz Hilkka Kinnunen, con la cual tuvo dos hijos. El actor enfermó en los años 1960 de hipocondría, una enfermedad mental que repercutió en su matrimonio, el cual acabó en divorcio en 1971. Afectado también por una insuficiencia cardíaca, falleció en 1981 en Florida, Estados Unidos, a los 58 años de edad.

## Filmografía
- 1945 : Suomisen Olli yllättää
- 1945 : Mikä yö!
- 1947 : Särkelä itte
- 1948 : Ruusu ja kulkuri
- 1948 : Toukokuun taika
- 1949 : Sinut minä tahdon
- 1949 : Jossain on railo
- 1951 : Kesäillan valssi
- 1952 : Tervetuloa aamukahville
- 1952 : Silmät hämärässä
- 1952 : Kuollut mies kummittelee
- 1953 : Kuningas kulkureitten
- 1954 : Onnelliset
- 1954 : Morsiusseppele
- 1955 : Tuntematon sotilas
- 1955 : Säkkijärven polkka
- 1955 : Onni etsii asuntoa
- 1956 : Tyttö tuli taloon
- 1956 : Evakko
- 1957 : Niskavuori taistelee
- 1957 : Herra sotaministeri
- 1958 : Sven Tuuva
- 1958 : Kahden ladun poikki
- 1958 : Autuas eversti
- 1959 : Kohtalo tekee siirron
- 1959 : Ei ruumiita makuuhuoneeseen
- 1960 : Molskis, sanoi Eemeli, molskis!
- 1960 : Iloinen Linnanmäki
- 1962 : Pikku Suorasuu
- 1962 : Ihana seikkailu
- 1965 : Kielletty kirja
- 1968 : Täällä Pohjantähden alla
- 1968 : Rottasota
- 1971 : Kujanjuoksu
- 1973 : Pohjantähti
- 1976 : Luottamus